# Північна провінція (Руанда)
1°34′5″ пд. ш. 29°54′37″ сх. д. / 1.56806° пд. ш. 29.91028° сх. д.
Північна провінція — одна з п'яти провінцій Руанди. Була створена на початку січня 2006 як частина урядової програми децентралізації, яка реорганізувала структури місцевого органу влади країни. Адміністративний центр — місто Бьюмба.

## Поділ
Провінцію розділено на 5 районів:
1. Бурера
2. Гакенке
3. Гісумбі
4. Мусанзе
5. Руліндо

| Руанда | Це незавершена стаття з географії Руанди. Ви можете допомогти проєкту, виправивши або дописавши її. |